# Streptocarpus davyi
Streptocarpus davyi är en tvåhjärtbladig växtart som beskrevs av Spencer Le Marchant Moore. Streptocarpus davyi ingår i släktet Streptocarpus och familjen Gesneriaceae. Inga underarter finns listade i Catalogue of Life.